# Ramūnas Šiškauskas
Ramūnas Šiškauskas (hörenⓘ, * 10. September 1978 in Kaišiadorys) ist ein ehemaliger litauischer Basketballspieler.

## Karriere
Seine Profikarriere begann der 1,98 Meter große Litaue bei Sakalai Vilnius, wo er bis 1999 blieb, ehe er zu BC Lietuvos Rytas wechselte. Bei Lietuvos Rytas stand Šiškauskas bis 2004 unter Vertrag und gewann dort unter anderem die litauische Meisterschaft. Zudem konnte er mit seinem Verein die NEBL gewinnen.
2004 wechselte der Litauer ins Ausland zu Benetton Treviso nach Italien. Mit Treviso gewann Šiškauskas neben dem Pokal (2005) auch die Meisterschaft (2006).
In der Saison 2006/2007 spielte Ramūnas Šiškauskas beim griechischen Verein Panathinaikos Athen, wo er die Griechische Meisterschaft, den Griechischen Pokal und die EuroLeague gewinnen konnte. 2007 wechselte Šiškauskas für eine Ablösesumme von einer Million Euro zum russischen Verein ZSKA Moskau. Mit Moskau gewann er 2008 erneut die EuroLeague und zwischen 2008 und 2012 fünfmal in Folge die russische Meisterschaft.
2012 gab Šiškauskas seinen Rückzug aus dem aktiven Sport bekannt.

## Nationalmannschaft
Ramūnas Šiškauskas war einer der Schlüsselspieler der litauischen Nationalmannschaft und konnte mit dieser bei der Basketball-Europameisterschaft Gold (2003) und Bronze (2007) erringen. Zudem wurde er bei den Olympischen Spielen in Sydney 2000 Bronzemedaillengewinner.
Šiškauskas zeichnete eine große Sprungkraft und Wendigkeit aus, die ihn, formal als Small Forward gelistet, auf nahezu allen Positionen einsetzbar machten (außer Center). Hinzu kam eine hohe Treffsicherheit bei Distanzwürfen.

## Titel
- Litauischer Meister: 2000, 2002
- Italienischer Meister: 2006
- Griechischer Meister: 2007
- Russischer Meister: 2008, 2009, 2010, 2011, 2012
- Italienischer Pokalsieger: 2005
- Griechischer Pokalsieger: 2007
- Russischer Pokalsieger: 2010
- EuroLeague: 2007, 2008
- NEBL-Sieger: 2002
- VTB United League: 2008, 2010, 2012
- Europameisterschaft 2003
- Bronzemedaille bei Europameisterschaften: 2007
- Bronzemedaille bei Olympischen Spielen: 2000

## Auszeichnungen
- Europameisterschaft 1st Team: 2007
- MVP der litauischen Liga: 2001
- MVP der EuroLeague Saison: 2008
- ESAKE: Beste Mannschaft des Jahres: 2007
- All Euroleague First Team: 2008
- All Euroleague Second Team: 2007, 2009
- Europameisterschaft 2nd Team: 2005
- Teilnahme am litauischen All Star Game: 2001, 2002, 2003
- Teilnahmen am griechischen All Star Game: 2007
- Teilnahme an Europameisterschaften: 2001, 2003, 2005, 2007
- Teilnahme an Olympischen Spielen: 2000, 2004